# LE B2 1–5
Die B2 1–5 waren Personenwagen der Lausanne–Échallens-Bahn, abgekürzt LE. Der B2 5 ist bei der Museumsbahn Blonay–Chamby (BC) betriebsfähig erhalten geblieben.

## Geschichte
Die fünf Wagen der zweiten Wagenklasse gehörten zum ursprünglichen Fahrzeugpark der LE. Sie wurden zwischen 1865 und 1868 von der Société Chevalier, Cheylus Jeune & Cie in Paris gebaut und boten jeweils 14 Sitzplätze auf Längsbänken. Von ihrer Inbetriebnahme bis 1871 fuhren sie bei der Mont-Cenis-Bahn (MC) auf einer Spurweite von 1100 Millimetern. Bei der MC handelte es sich um die zwei Wagen der zweiten Klasse B2 2 und 3 und die drei Wagen der dritten Klasse C2 2, 3 und 6. Sie wurden für die LE umgebaut und 1873 in Betrieb genommen. Unter anderem mussten sie hierfür auf Meterspur umgespurt werden.
- 1893 wurden sie in B2 16–20 umnummeriert.
- 1913 wurden sie in C2 16–20 umgezeichnet.
- 1914 wurde der Wagen C2 16 in C2 21 umnummeriert.
- 1917 wurden sie ausser Dienst gestellt und in die Milchwagen O 75–79 umgebaut.
- 1964 wurden die Wagen O 77, 78 und 79 ausser Betrieb gesetzt.
- 1964 wurden die Wagen O 75 und 76 ausser Betrieb gesetzt.
- 1967 wurden die Wagen O 75 und 76 abgebrochen.

## B2 5 bei der Museumsbahn Blonay–Chamby
1917 wurde der C2 20 ausgemustert und das Untergestell für den Milchwagen O 79 weiter verwendet. Der Wagenkasten wurde als Gartenhaus an eine Privatperson in Saint-Cierges verkauft. 1981 wurde er auf Initiative von Maurice Desmeules, damals Direktor der Lausanne–Echallens–Bercher-Bahn, abgekürzt LEB, erworben und auf das Fahrgestell des Flachwagens O 502 gesetzt, der ebenfalls von der MC stammt. Im Jahre 2016 gab die LEB diesen an die BC ab, wo er einer umfassenden Revision unterzogen wurde.